# 俄羅斯聯邦文化部
俄羅斯聯邦文化部（俄语：Министерство культуры Российской Федерации）是俄羅斯聯邦政府的組成部門之一，負責制定與發展國家的文化、藝術與电影摄影政策，並具有管理檔案的功能。聯邦文化部同時也是俄羅斯國內的電影審查機構，負有禁止反俄電影上映的義務。

## 組織架構
俄羅斯聯邦文化部於2008年5月2日成立，當時的名稱為俄羅斯聯邦文化與大眾傳媒部（俄语：Министерство культуры и массовых коммуникаций Российской Федерации），但後來大眾媒體的管理業務改由聯邦通信與大眾傳媒部接管。在過去，文化部曾於1953年至1992年間與1992年至2004年間短暫存在，1992年3月至9月間被稱為俄羅斯聯邦文化與觀光部（俄语：Министерство культуры и туризма Российской Федерации）。

## 歷任部長

### 俄羅斯聯邦文化部部長
- 亚历山大·阿列克谢耶维奇·阿夫杰耶夫（英语：Aleksandr Avdeyev (politician, born 1946)）（2008年5月2日—2012年5月21日）
- 弗拉基米尔·梅金斯基（俄语：Владимир Ростиславович Мединский，2012年5月21日—2020年1月15日）
- 奥尔加·柳比莫娃（俄语：Ольга Борисовна Любимова，自2020年1月21日起）

## 外部連結
- 官方网站  （俄文）